# Astorga
Pour les articles homonymes, voir Astorga (homonymie).
Astorga est une ville, chef-lieu du municipio (canton) du même nom et des comarques de Maragatería (comarque traditionnelle) et de Tierra de Astorga (es) (comarque administrative), dans la province de León, communauté autonome de Castille-et-León, au nord-ouest de l'Espagne.
La commune comptait environ 12 000 habitants en 2010. C'est un évêché.
Ancienne Asturica Augusta, capitale du conventus d'Asturum en la province de Gallaecia, la ville fut prise par les Français en 1810, puis à nouveau en 1812.
Cette ville est une étape sur le Camino francés du pèlerinage de Saint-Jacques-de-Compostelle. L'itinéraire de la Via de la Plata y rejoint le Camino francés.

## Toponymie
Le nom actuel de la ville d'Astorga résulte d'une évolution progressive du nom antique de la cité romaine Asturica Augusta.
L'étymologie de ce nom antique, partagée avec celle des peuples astures, est incertaine : l'historiographe espagnol Gil González de Ávila prétend que Astorga et avant cela Asturica, proviendraient du nom Astyr ou Astur que portait un écuyer de Memnon venant d'Orient. Cette hypothèse est compatible avec l'autre hypothèse selon laquelle Astorga viendrait de Astiria, Astirica ou Asturia, dénominations sous lesquelles était connue la ville durant les conquêtes musulmanes de Munuza au VIIIe siècle. En effet ces appellations intermédiaires peuvent être elles-mêmes des déformations du nom antique Asturica[réf. nécessaire].

## Géographie
Astorga est située dans le nord-ouest de l'Espagne, sur un plateau, la Meseta, à une altitude de 850 m.

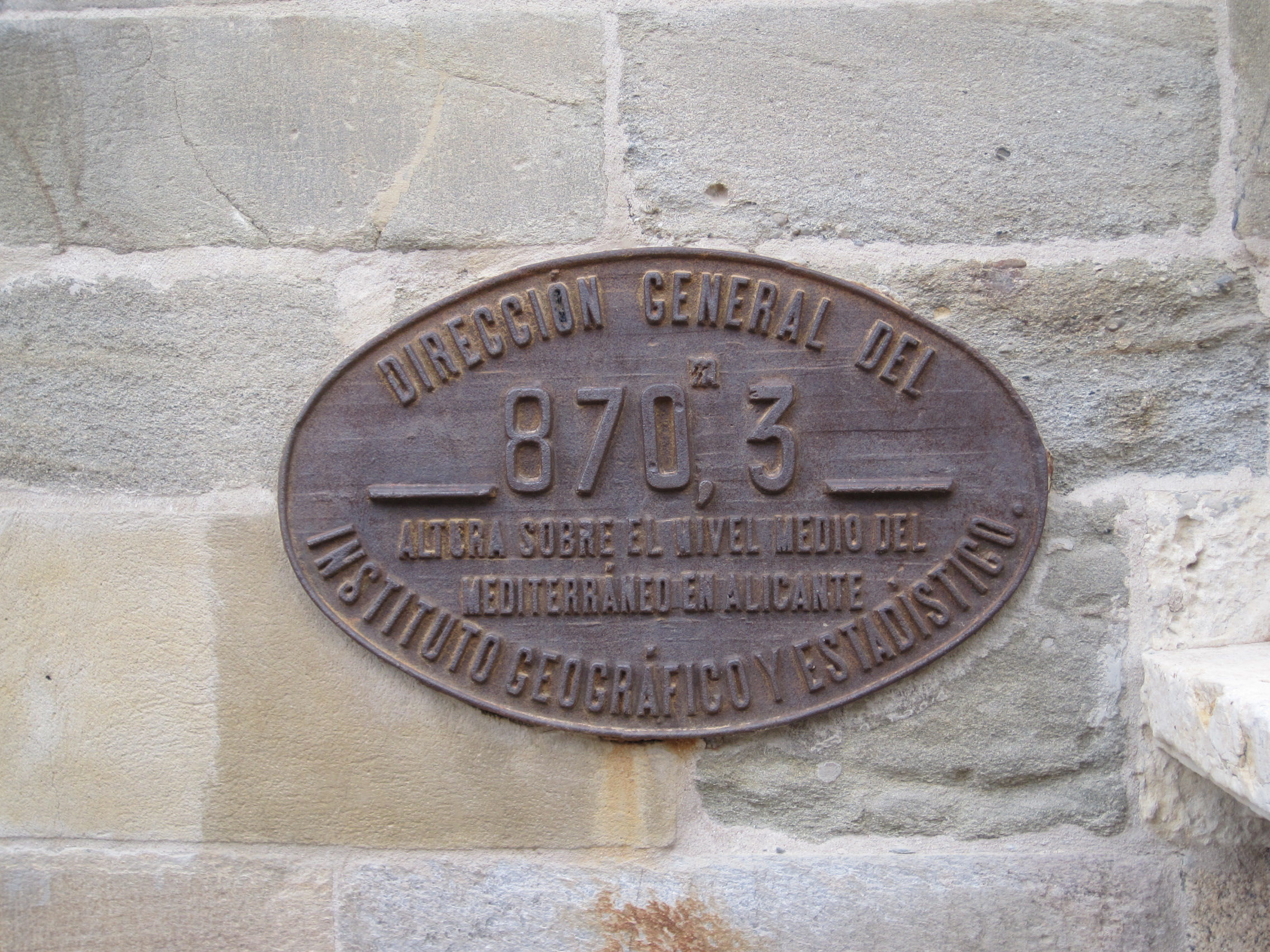
Plaque indiquant l'altitude d'Astorga.
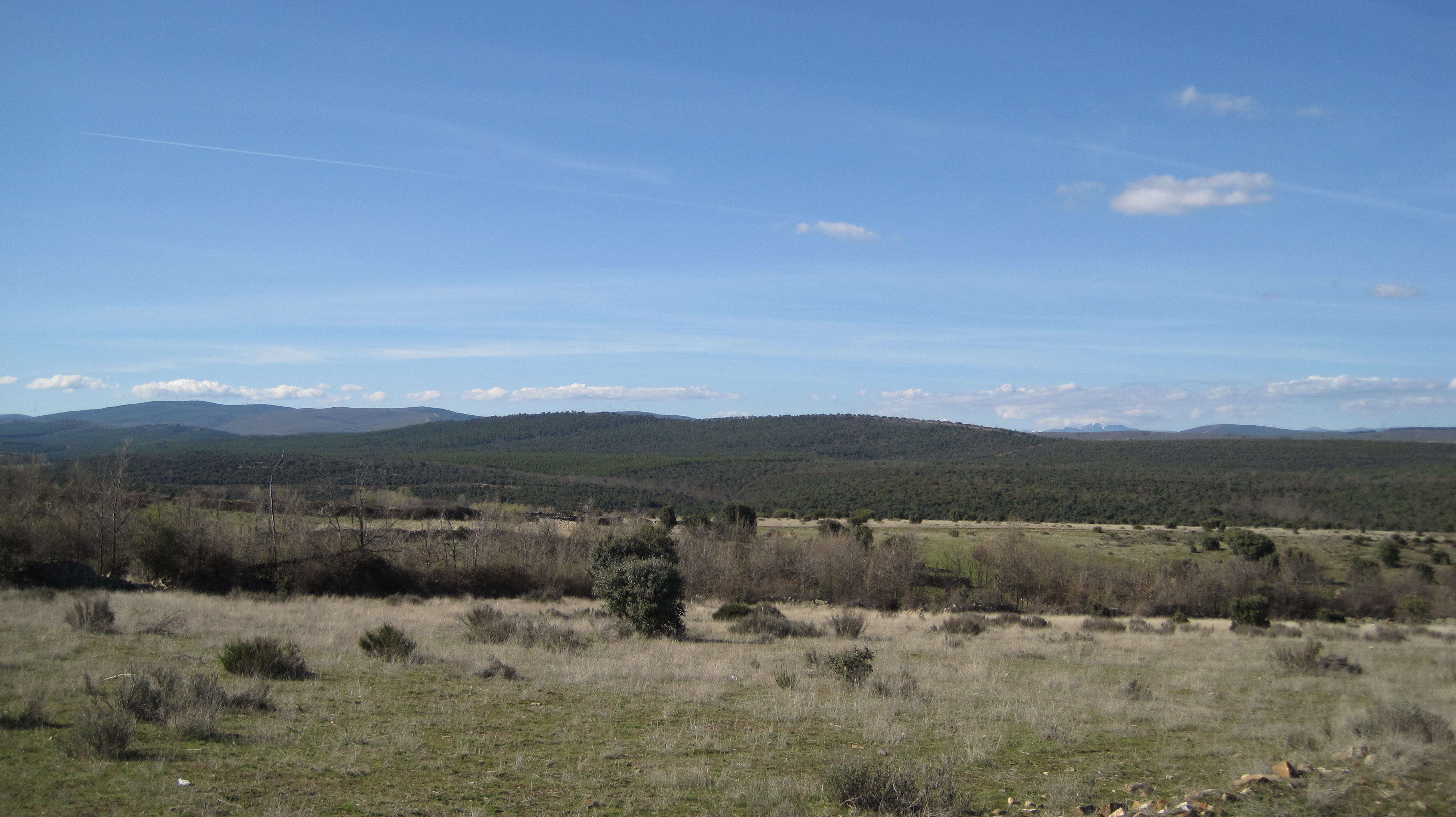
Alto del Cuerno (1 114 m).
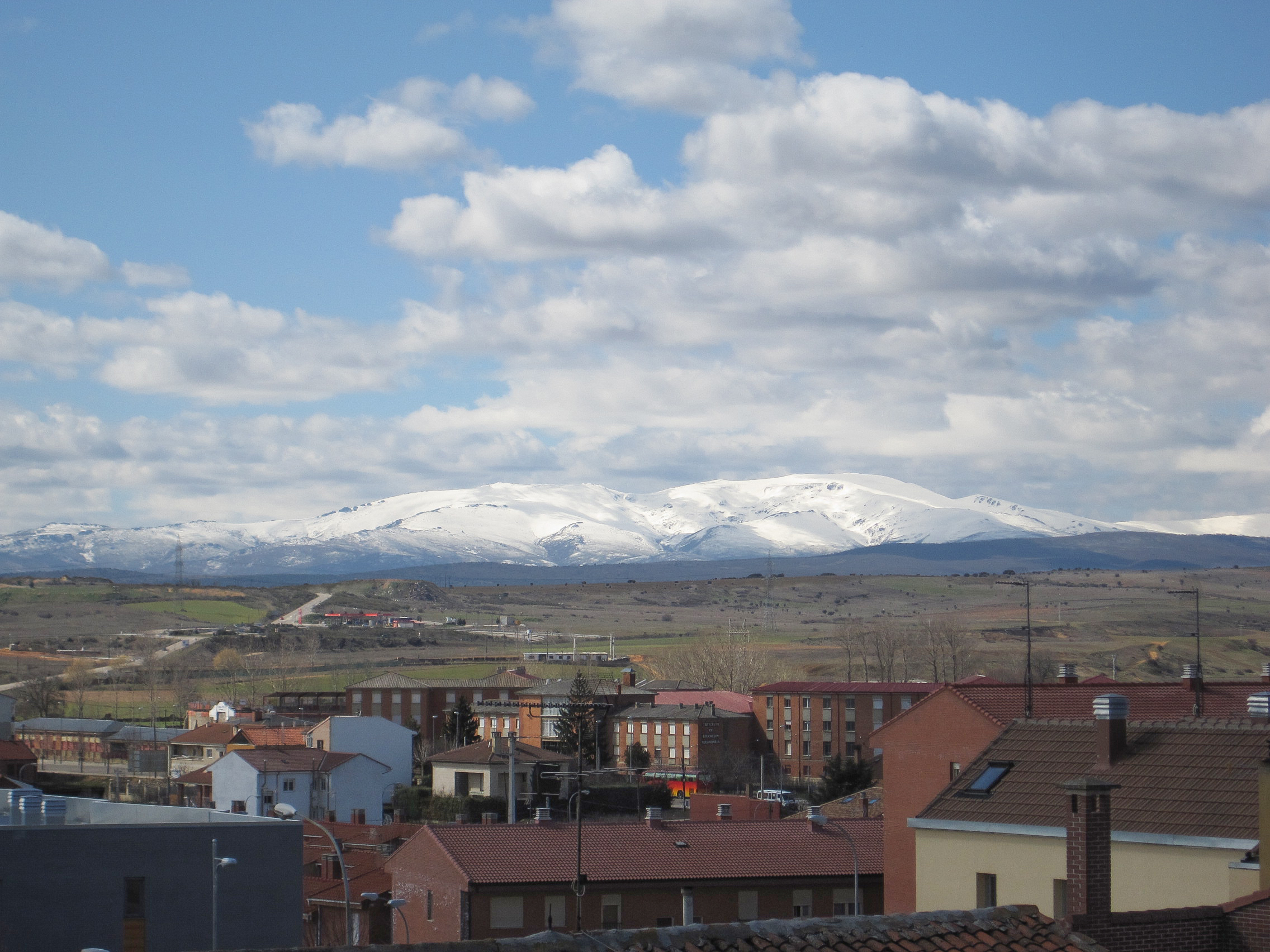
Le mont Teleno vue depuis Astorga.

### Localités voisines du chef-lieu
| Nord-ouest Bonillos, Pradorrey, Brazuelo (municipio de Brazuelo)                                                   | Nord Brimeda (es) et Carneros (es) (municipio de Villaobispo de Otero) | Nord-est Barrio de Arriba et San Román de la Vega (es) (municipio de San Justo de la Vega) |
| Ouest Valdeviejas, Murias de Rechivaldo (municipio d'Astorga)                                                      |                                                                        | Est San Justo de la Vega (chef-lieu)                                                       |
| Sud-ouest Val de San Román, Barrio de Quintana et Val de San Lorenzo (chef-lieu) (municipio de Val de San Lorenzo) | Sud Piedralba (municipio de Santiago Millas)                           | Sud-est Celada et Nistal (municipio de San Justo de la Vega)                               |

### Communes limitrophes
| Nord-ouest Brazuelo               | Nord Brazuelo et Villaobispo de Otero     | Nord-est San Justo de la Vega |
| Ouest Brazuelo                    |                                           | Est San Justo de la Vega      |
| Sud-ouest Santa Colomba de Somoza | Sud Val de San Lorenzo et Santiago Millas | Sud-est San Justo de la Vega  |

## Démographie
| 1900  | 1910  | 1920  | 1930  | 1940   | 1950  | 1960  |
| ----- | ----- | ----- | ----- | ------ | ----- | ----- |
| 5 696 | 5 937 | 6 659 | 8 041 | 13 952 | 9 032 | 9 152 |

| 1970   | 1981   | 1991   | 2001   | 2010   | - | - |
| ------ | ------ | ------ | ------ | ------ | - | - |
| 11 103 | 12 757 | 12 500 | 12 242 | 12 015 | - | - |

## Divisions administratives
Le municipio (canton) d'Astorga recouvre les localités suivantes :
| Localités et distances au chef-lieu du municipio    |                             |            |               |
| Localités                                           | Coordonnées                 | Population | Distance (km) |
| Astorga                                             | 42° 27′ 32″ N, 6° 03′ 48″ O | 11 612     | 0             |
| Valdeviejas                                         | 42° 27′ 41″ N, 6° 04′ 44″ O | 171        | 1,7           |
| Murias de Rechivaldo                                | 42° 27′ 37″ N, 6° 06′ 15″ O | 110        | 3,5           |
| Castrillo de los Polvazares                         | 42° 27′ 54″ N, 6° 07′ 43″ O | 75         | 5,5           |
| Santa Catalina de Somoza                            | 42° 27′ 16″ N, 6° 09′ 31″ O | 51         | 8,5           |
| Source 1 : INE, 2009 ine.es Source 2 : Google Earth |                             |            |               |

## Histoire
Astorga est une ville plus que bi-millénaire, située sur l'itinéraire du Camino francés et de la route de l'argent (Via de la Plata) du pèlerinage de Saint-Jacques-de-Compostelle.

### Epoque romaine
Pendant les guerres cantabriques (28-19 av. J.-C.), les légions romaines Legio VI Victrix (sixième légion victorieuse) et Legio X Gemina (dixième légion jumelle) furent envoyées et établirent un castrum sur le territoire léonais. Ce castrum était stratégiquement placée entre les rivières Jerga et Tuerto. Le castrum était important en raison des révolutions asturiennes (22 av. J.-C.) et de la proximité des mines d'or de Las Médulas. Après les guerres puniques de 146 av. J.-C., les Romains tournèrent leur attention vers la conquête de l'Hispanie. La tribu des Gallaeci, forte de 60 000 hommes selon Paulus Orosius, affronta les forces romaines dirigées par Decimus Junius Brutus Callaicus en 137 av. J.-C. lors d'une bataille sur le fleuve Douro. À partir de cette époque, des combattants gallaeiques rejoignirent les légions romaines, pour servir jusqu'en Dacie et en Bretagne. L'extinction définitive de la résistance celtique fut l'objectif des violentes et impitoyables guerres cantabriques menées sous l'empereur Auguste de 28 à 19 av. J.-C. La ville romaine fut fondée en 14 av. J.-C. par l'empereur Octavien, sous le nom d'Asturica Augusta, aujourd'hui connue sous le nom d'Astorga. Elle devint un important centre administratif et militaire. Les murs romains furent reconstruits par l'évêque Nuño vers 1242 et subirent plusieurs réparations au cours du Moyen Âge. La ville possédait des thermes avec des systèmes d'eau chaude, tiède et froide, des saunas et deux principaux réseaux d'égouts encore utilisés aujourd'hui. Les ruines des thermes romains sont encore visibles aujourd'hui. En 35 apr. J.-C., alors que les plans miniers se développaient, ce castrum romain d'Hispanie fut repensée et construite avec l'aide de l'armée, pour devenir une ville. Une véritable capitale provinciale et le point de rencontre de quatre routes militaires. La Vía de la Plata (la voie de l'argent) ou Ruta de la Plata (la route de l'argent) est un ancien chemin commercial et de pèlerinage qui relie Astorga à Mérida. Elle a été conçue et construite comme une route commerciale pour l'exploitation de l'or. La chaussée romaine a permis aux Romains de conquérir des tribus telles que les Callaici, les Astures et les Vaccéens. Pline l'Ancien en 73 après J.-C. a évoqué la Vía de la Plata. La route s'étendait sur environ 900 km (560 mi) et la grande importance romaine pour les mines d'or de Las Médulas et les mines de cuivre de Rio Tinto.
Asturica augusta était la principale ville du nord-ouest de l'Espagne pendant l'Empire romain. Pline, auteur romain, naturaliste et philosophe naturel, ainsi que commandant de la marine et de l'armée, a appelé la ville Urbs magnifica (« ville magnifique »). La Via Platea allait d'Asturica (Astorga) à Emerita (Mérida). L'un des trois premiers évêchés d'Espagne a été fondé à Astorga, connu sous le nom de diocèse catholique romain d'Astorga. Le titre d'évêque d'Astorga est l'une des plus anciennes charges religieuses d'Europe.
L'existence de cette ville était déjà connue au IIe siècle, mais seule domine la certitude de la présence romaine. C'était le probable lieu de casernement d'une légion romaine chargée de verrouiller cette zone en proie à des troubles avec les Astures. Elle était alors le siège d'une villa romaine (structure administrative) connue sous le nom de Asturica Augusta, probable lieu de collecte de l'or extrait des mines toutes proches.
Au Ve siècle, lors du déclin de l'Empire romain d'Occident et des Invasions barbares, Astorga est plusieurs fois pillée et saccagée, notamment par les Vandales, les Alains et les Suèves (qui ont envahi la péninsule Ibérique en 409), puis par les Wisigoths du roi Théodoric II, vainqueur en 456 des Suèves du roi Rechiaire, qui régnait en Galice. La ville appartient jusqu'au début du VIIIe siècle au royaume wisigoth d'Espagne. Lors de la chute de ce royaume du fait de l'invasion musulmane de l'Espagne (711), la ville est assiégée par les Arabes en 714. Elle est reconquise sur les Arabes par le roi Alphonse Ier des Asturies (739-757).

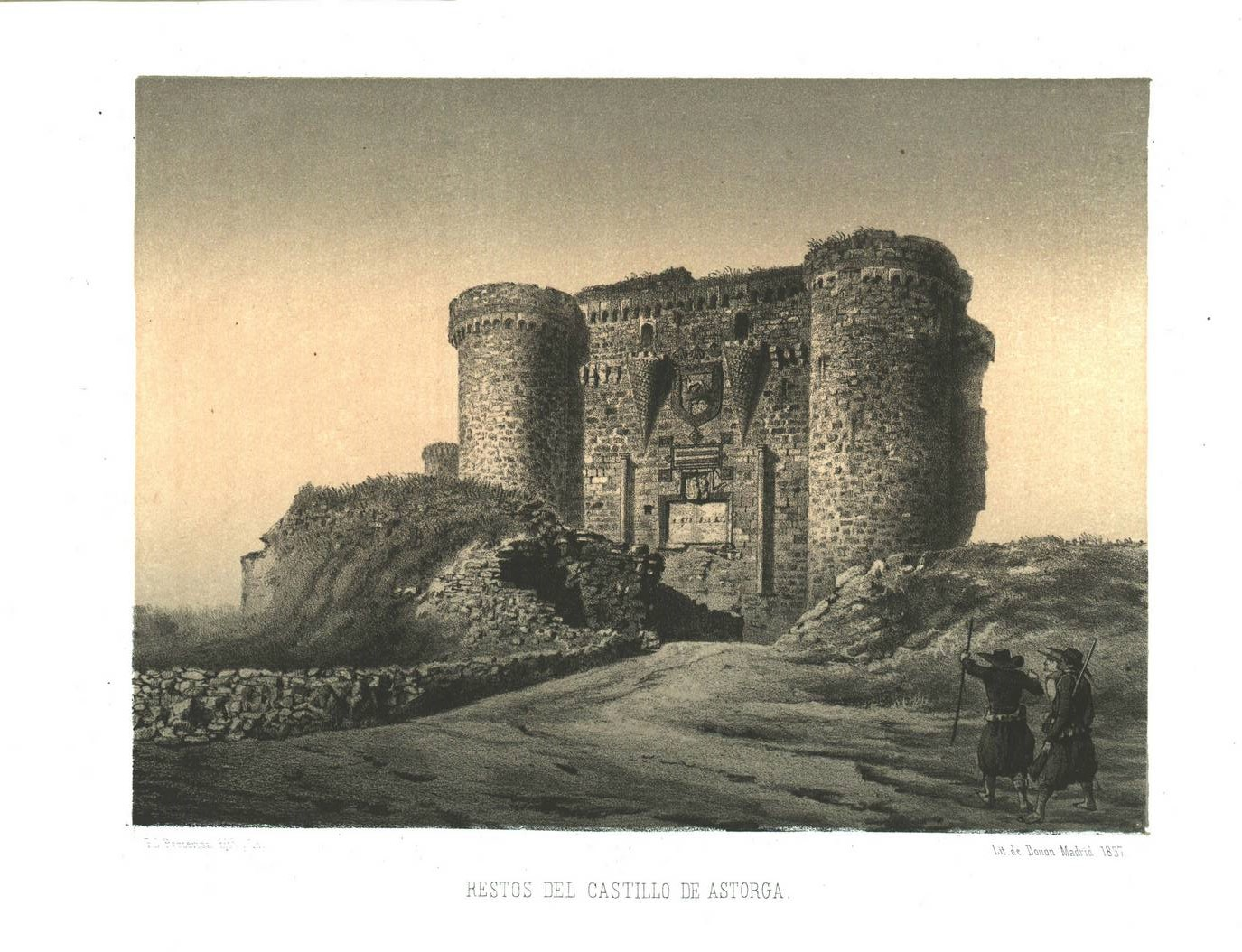
Château d'Astorga, dans une lithographie de Francisco Javier Parcerisa de 1857.

Lors de la Guerre d'indépendance espagnole, Astorga fut en 1808 une des premières villes espagnoles à se soulever contre l'occupation française : renforcée par les troupes britanniques de Moore, la ville tomba quelques mois après face aux troupes napoléoniennes qui l'abandonnèrent puis la reprirent successivement (siège d'Astorga).
Cette victoire napoléonienne figure sur l'arc de triomphe. La présence (pour quelques jours seulement) de Napoléon est quasi-certaine, bien qu'il n'ait certainement pas dirigé la bataille.

## Patrimoine et culture

### Archéologie
Astorga est entourée d'une puissante muraille ; elle est située sur un promontoire, riche en vestiges archéologiques romains.
De nombreux sites archéologiques sont mis au jour lors de la reconstruction d'édifices.
Une politique astucieuse permet de conserver certains vestiges dans les sous-sols des maisons reconstruites (comme ceux des thermes mineurs par exemple). Ces vestiges se visitent.
Les plus importants sont ceux de la villa dite « de l'ours et de l'oiseau » (proche du couvent des redentoristas). Les restes de la villa sont recouverts d'une structure permettant d'apprécier du dessus les magnifiques fresques, dont un ours et un oiseau.
Son également visibles les thermes majeurs, les thermes mineurs, le forum, la porte romaine.
Astorga se trouve à la jonction de plusieurs voies romaines dont la voie romaine Burdigala-Astorga qui rejoignait Astorga à Bordeaux en passant par le Pays basque et par les Landes.

### Pèlerinage de Compostelle
Par le Camino francés du Pèlerinage de Saint-Jacques-de-Compostelle, le chemin vient de San Justo de la Vega, dans le municipio du même nom, après avoir franchi le río Tuerto par le pont de la Molinería, puis l'un de ses affluents sur le Puente medieval.
L'itinéraire jacquaire de la Via de la Plata rejoint le Camino francés dans cette ville[réf. nécessaire].
La prochaine halte est Valdeviejas avec son ermitage d'Ecce Homo, puis Murias de Rechivaldo, en restant dans le municipio d'Astorga.

### Monuments religieux
La cathédrale Santa María
Imposante cathédrale dont une tour a été reconstruite après s'être effondrée lors du tremblement de terre de Lisbonne.
La construction de la cathédrale débute en 1471 pour s'achever à la fin du siècle suivant.
Sa façade en grès rose et son imposant portail orné de reliefs, avec Saint Jacques au-dessus de l’entrée principale, annoncent son style flamboyant. La façade bigarrée est couverte de scènes bibliques d'une grande vigueur.
L'intérieur se divise en trois nefs abritant trois absides de plan polygonal. Un immense retable doré marque l'apogée du style maniériste, tandis que le musée recèle un trésor de reliquaires sertis de pierreries et d'ostensoirs en argent.
Sur le sommet de la cathédrale figure une statue de Saint-Pierre appelée par les habitants pedro mato. Il lui manque un doigt. Cela donne lieu à deux interprétations communément répandues dans la population. Un soldat napoléonien l'aurait prise pour un insurgé et lui aurait tiré une balle (1re version). Le doigt serait tombé et aurait tué un, voire deux soldats français (tout un symbole et 2e explication).

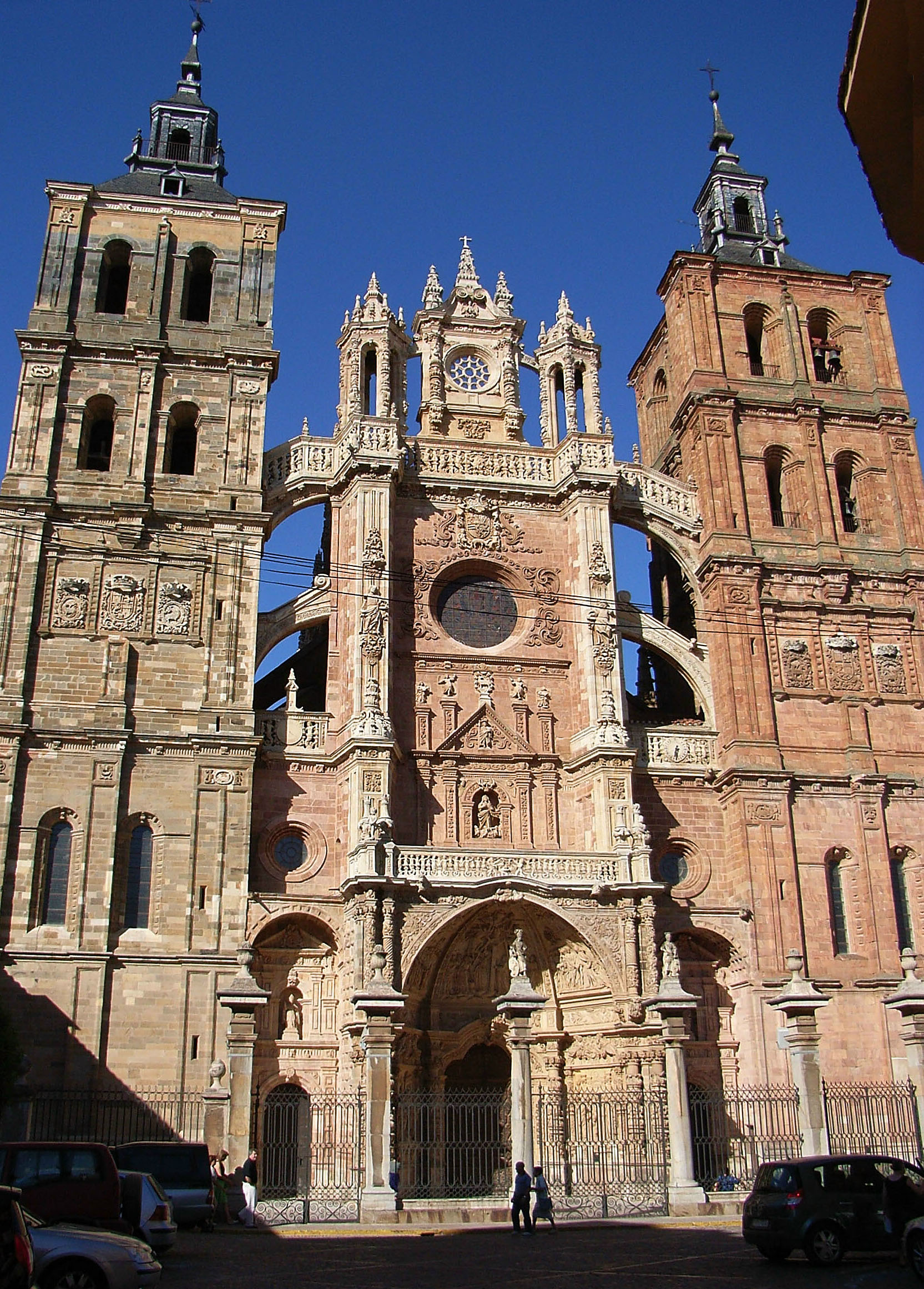
Cathédrale Santa Maria, construite au Moyen Âge.
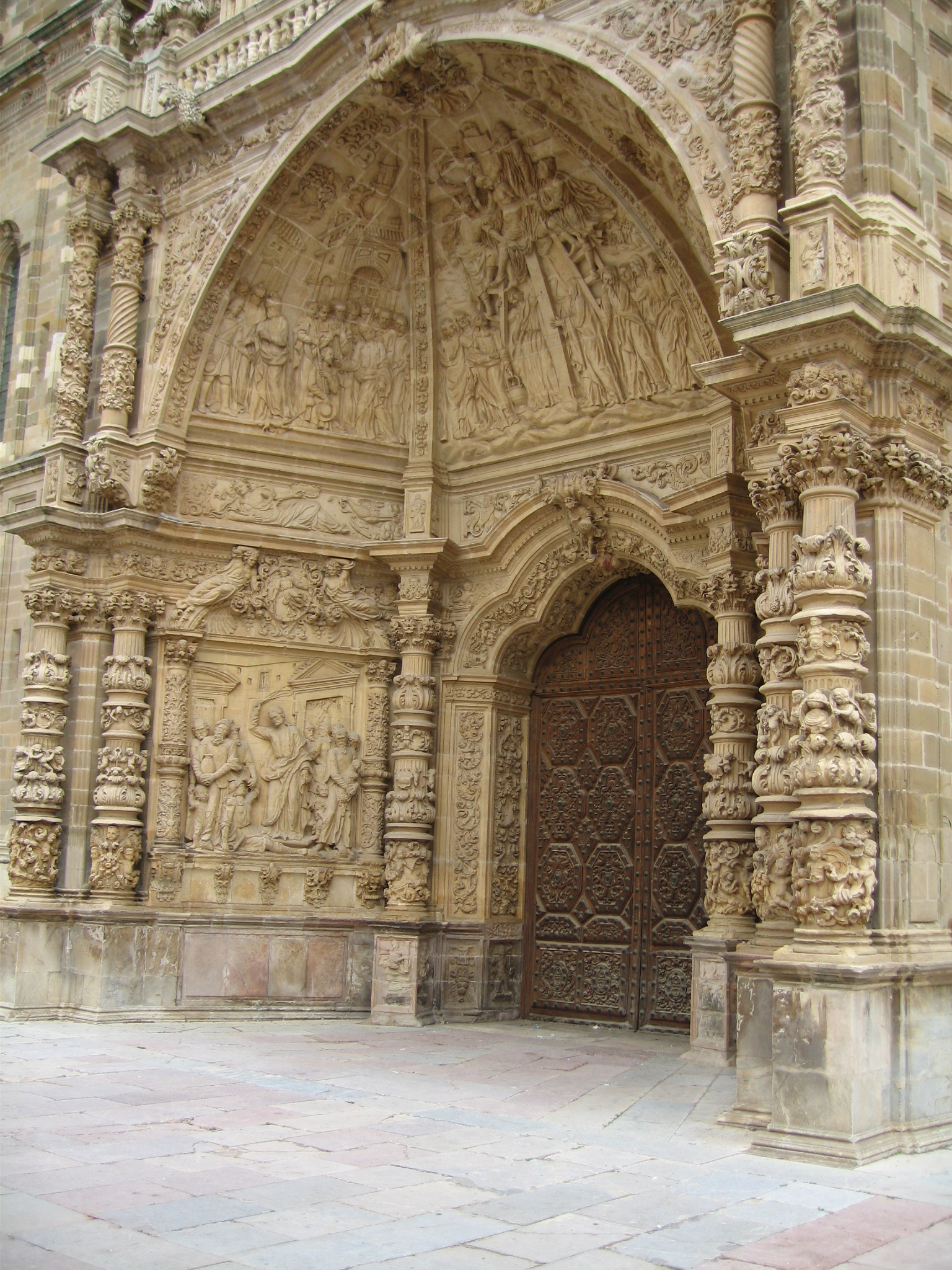
Cathédrale Santa Maria : portail central dit « de la Crucifixion ».
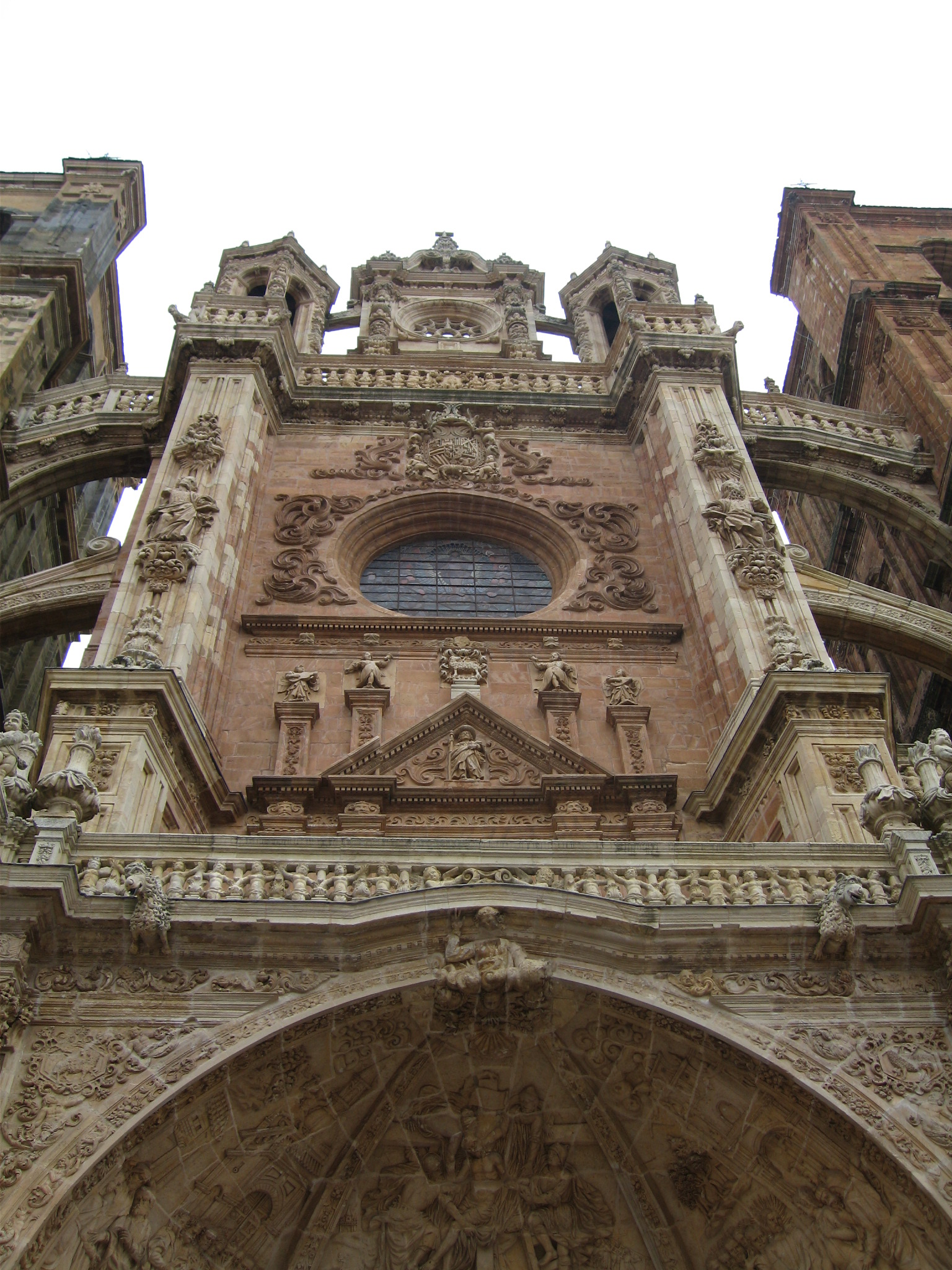
Cathédrale Santa Maria : massif occidental.

L'église Santa Marta
Voisine de la cathédrale, elle a autour de sa coupole de riches revêtements de stuc baroque, des retables, des peintures et un beau Pedro de Alcàntara, du XVIe siècle.
La chapelle San Estebán
Du XVIe siècle, a remplacé une chapelle de la Hermandad, de la Fraternité, et qui existait au XIe siècle.
L'église de San Bartolomé
Elle possède une tour romane et un portail gothique. Image vénérée de la Virgen de los Dolores, la Vierge des Douleurs.
Le couvent de San Francisco
Héritier du passage de François d'Assise à Astorga.
Entièrement rénové, il conserve cependant dans son église des vestiges gothiques : arcs, fenêtres et chapiteaux.
Le palais épiscopal
Le Palais épiscopal d'Astorga fut conçu par Antoni Gaudi, ami de l'évêque de l'époque en style néo-gothique. Il abrite le Museo de los Caminos (musée des Chemins), dédié aux chemins du pèlerinage de Saint-Jacques-de-Compostelle.

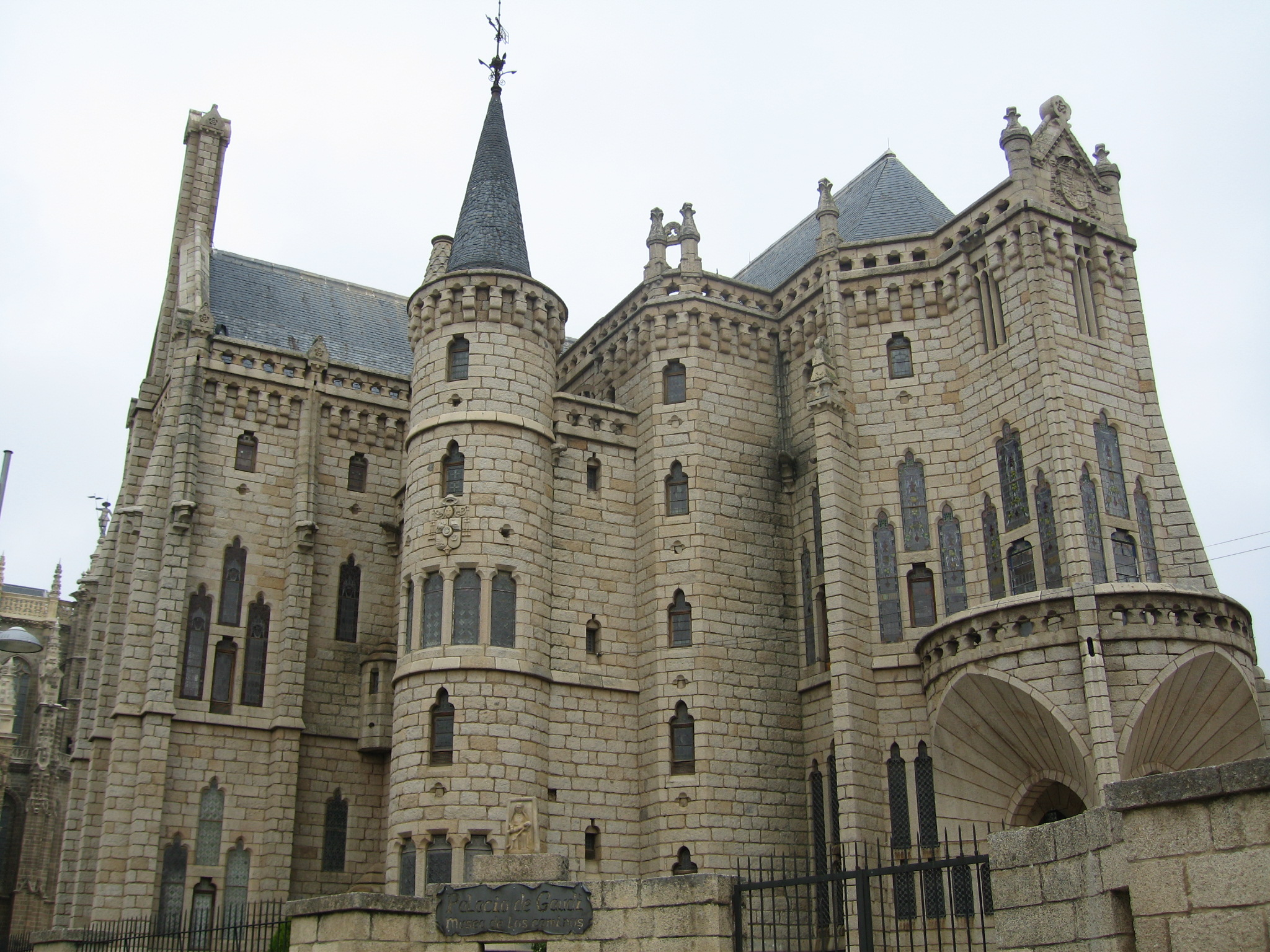
Palais épiscopal, construit par Gaudi.
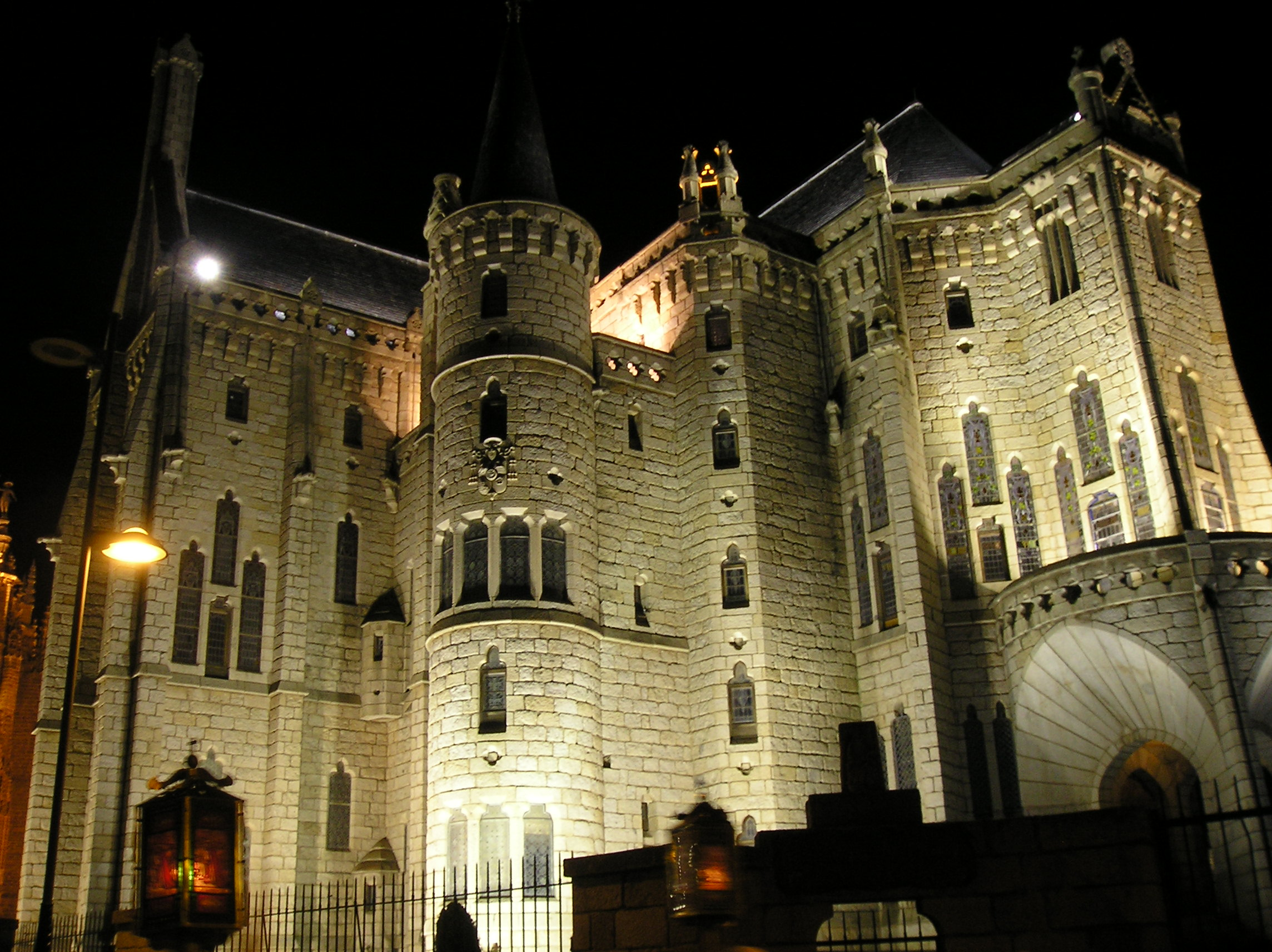
Palais épiscopal, de nuit.

### Patrimoine civil
Dans la ville
- La tour de l'horloge de Maragato.
- Les restes de la muraille d'enceinte de la cité.
- L'hôtel de ville de la cité.
- Le musée du chocolat ; la ville a connu une forte activité autour de l'industrie du chocolat au point d'en faire un musée.
- La maison natale de l'écrivain espagnol Leopoldo Panero.

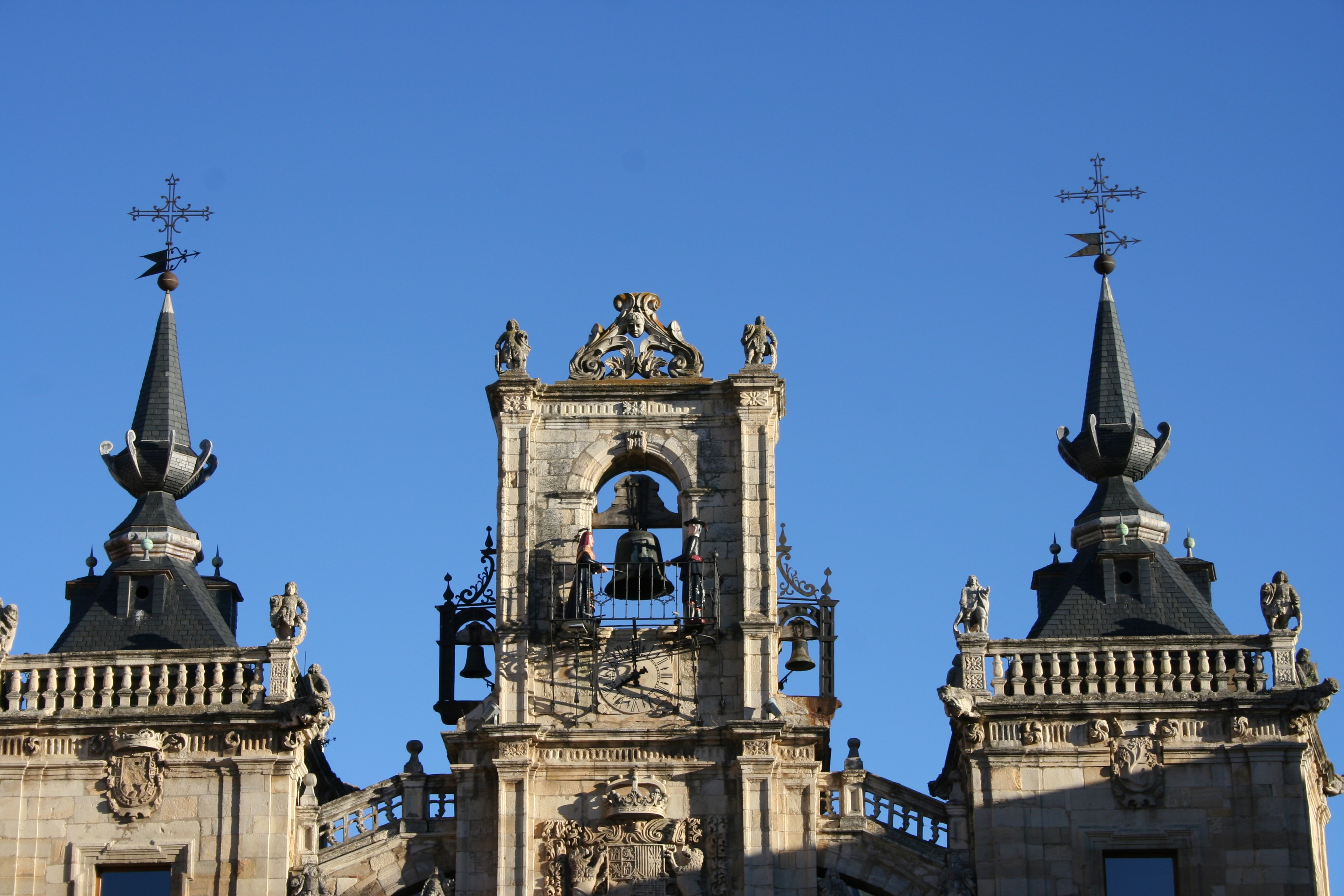
L'horloge Maragato d'Astorga[3].
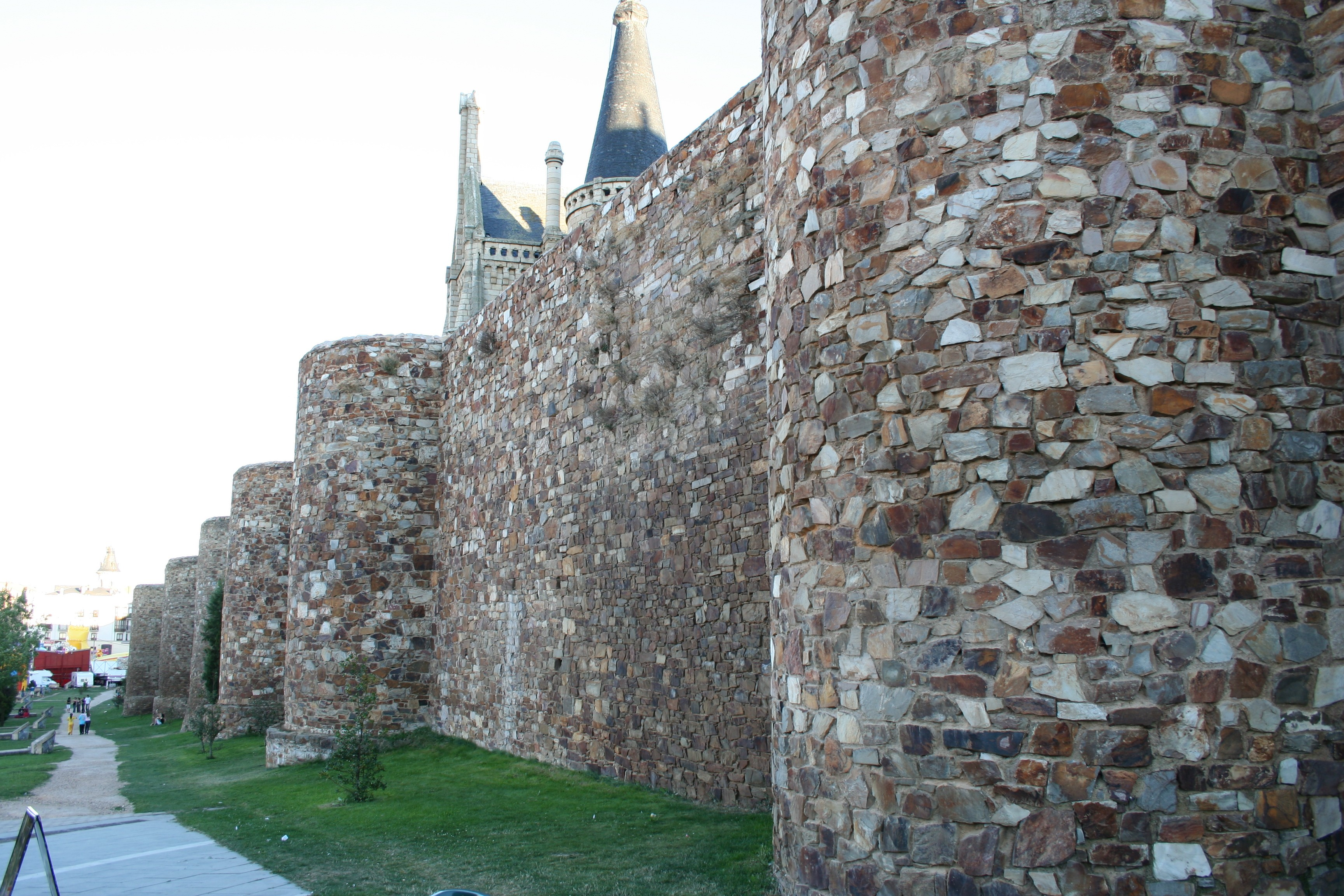
La muraille d'Astorga
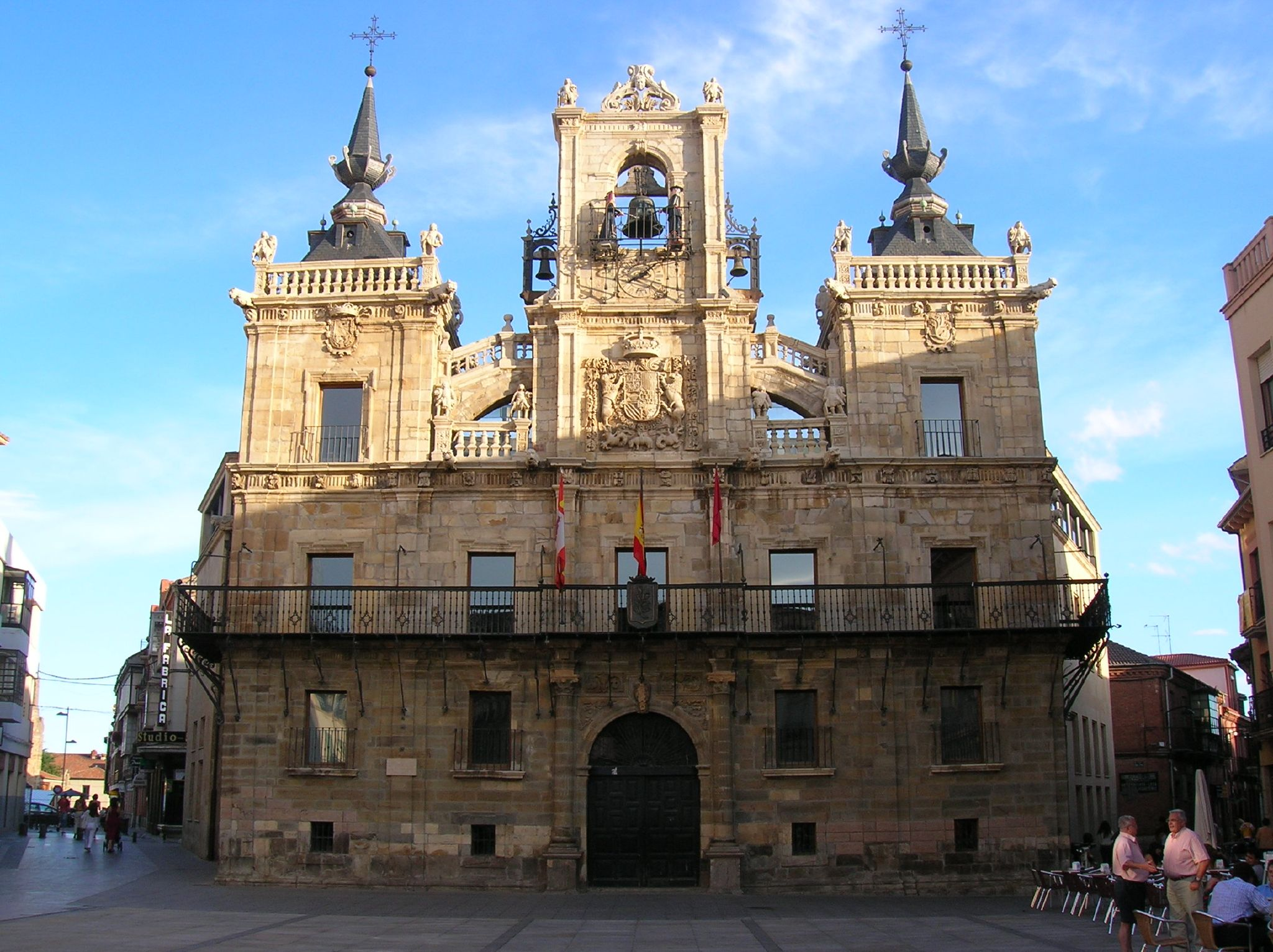
Hôtel de ville d'Astorga

Aux alentours
- Différents ponts romains de taille modeste.
- La région Maragatería qui s'étend vers les contreforts du Teleno (chaîne de montagnes la séparant du Portugal). Une de ses spécialités typiques est la mantecada, sorte de petit biscuit.
- Las medulas, anciennes mines d'or dont il subsiste des aiguilles orangées, dans une jolie vallée.
- Le village de Castrillo de los Polvazares, à proximité ; entièrement restaurée et conservée à l'état médiéval (sans antennes ni voitures), cette localité très visitée est souvent utilisée pour tourner des films du Moyen Âge.

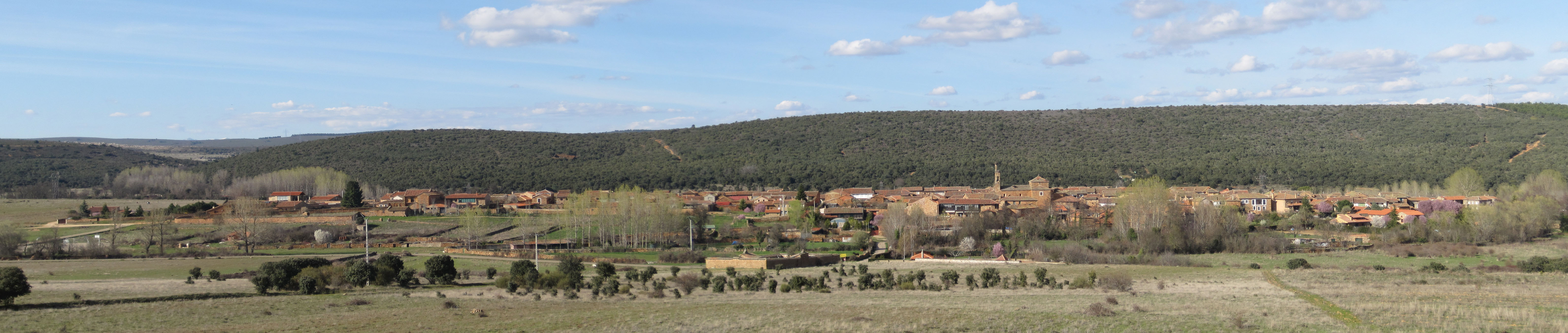
Vue panoramique de Castrillo de los Polvazares.

### Personnages illustres
Parmi les personnalités les plus importantes d'Astorga, notons :
- Leopoldo Panero (es)
- Manuel García Prieto
- Ricardo Gullón (es)
- José María Santocildes (es).

### Légendes
Santo Toribio (saint Thuribe).
Évêque de la ville au Ve siècle, il aurait subi d'humiliantes rumeurs sur son absence de chasteté.
Après avoir déployé tous ses efforts pour démentir ces rumeurs, excédé, il quitta la ville en se jurant de ne plus y revenir.
Arrivé sur une colline qui surplombe la ville (quartier San Justo), il se serait déchaussé et aurait secoué ses sandales en disant : « de Astorga, ni el polvo » (« D'astorga, même pas la poussière j'emmènerai avec moi »). Il s'est ensuivi la coïncidence d'une grande sécheresse. Les habitants repentis sont alors venus reconnaître leurs torts et implorer son retour. De retour sur la colline, il bénit la ville. S'ensuivit le retour de la pluie. Sur son passage les cloches des églises sonnèrent toutes seules.

### Fêtes
- Au mois de juillet est commémorée une bataille entre les Astures et les Romains.
- Au mois d'août se déroule, pendant une dizaine de jours, la fête de Santa Marta, sainte patronne de la ville.

### Gastronomie
- Cocido maragato
- Mantecadas de Astorga
- Chocolates de Astorga
- Hojaldres de Astorga

## Jumelages
- Moissac, France
- Clavijo, Espagne
- Reus, Espagne